# Nordpolen Futsal Forening
Il Nordpolen Futsal Forening è una squadra norvegese di calcio a 5, con sede ad Ofoten, distretto della contea di Nordland. Nella stagione 2017-2018 milita in 1. divisjon, secondo livello del campionato.

## Storia
Il Nordpolen Futsal Forening è stato nel 2001. Il nucleo della squadra è costituito prevalentemente da giocatori provenienti dalla zona settentrionale della Norvegia, alcuni dei quali con origini sami.
Il Nordpolen ha partecipato alla Futsal Eliteserie 2009-2010. Il 21 novembre 2009 ha giocato la prima partita in questa lega, perdendo col punteggio di 4-5 contro il Solør. Il Nordpolen ha chiuso la stagione al 9º e penultimo posto in classifica, retrocedendo pertanto in 1. divisjon.
La squadra è tornata in massima divisione in vista del campionato 2014-2015 e vi ha militato sino al termine della stagione 2016-2017, quando è nuovamente retrocessa.

## Stagioni precedenti
- 2009-2010